# Attilio Spaccarelli
Attilio Spaccarelli (Roma, 17 febbraio 1890 – Roma, 12 giugno 1976) è stato un architetto italiano.

## Biografia
Nacque a Roma il 17 febbraio 1890 da Augusto Spaccarelli, scultore, e Agnese Vignetti, ma divenuto presto orfano di padre fu mandato all'istituto San Michele. Nel 1912 conseguì il titolo di professore di disegno architettonico.
Prestò servizio nel Regio Esercito durante la Prima guerra mondiale come tenente di fanteria addetto ai servizi tecnici del Genio e dell'Artiglieria ma terminato il conflitto tornò all'esercizio della professione di architetto al fianco di Arnaldo Foschini. Nel 1912 sposò Giselda Bona, con la quale ebbe tre figli: Giorgio, Arnaldo e Marcello.
Tra il 1917 e il 1920 progettò diverse residenze, in gran parte demolite, tra cui i villini Sebastiani del quartiere Pinciano, progettati insieme a Foschini, Adolfo Sebastiani e Carlo Giuliani. Sempre a Roma con Foschini e Giuliani progettò anche una sala cinematografica in via Volturno per conto di Giulio ed Ernesto Querini mentre con Foschini progettò il Supercinema di via del Viminale oltre che i restauri del palazzo Borromeo sulla via Flaminia (poi adibito a sede dell'Ambasciata d'Italia presso la Santa Sede) e del Teatro Sala Umberto. Nel 1925, sempre con Foschini, partecipò e vinse il concorso per il prolungamento di via Marco Minghetti ed il conseguente rifacimento della piazza di Trevi e della piazza del Lavatore nel rione Trevi di Roma. In quel periodo Spaccarelli entrò a far parte della Federazione romana architetti guidata da Ulisse Stacchini e, insieme a Foschini e ad Alberto Calza Bini, divenne esponente di punta del comitato d'azione guidato da Marcello Piacentini. Il 24 marzo 1928 è stato iscritto nell'albo degli architetti di Roma.
Su incarico del Governatorato di Roma redasse nel 1934 il progetto per l'isolamento di Castel Sant'Angelo, che previde la restituzione dell'aspetto cinquecentesco del castello attraverso la demolizione di numerosi edifici considerati "più o meno parassitari" e il ripristino del fossato, che era stato interrato verso la fine del XIX secolo, oltre che la creazione di un parco tra le due cinte murarie. Nello stesso anno Spaccarelli elaborò un progetto per la costruzione di un nuovo accesso a piazza San Pietro: quest'ultimo, diversamente dalla proposta più drastica redatta da Piacentini e allora maggiormente sostenuta dalla stampa, prevedeva la demolizione solo di alcuni tratti della Spina di Borgo per allargare piazza Rusticucci, cercando di salvaguardare "l'unità materiale, spirituale e storica dei Borghi". Nel 1935 la redazione del progetto definitivo fu affidata a Spaccarelli e Piacentini, anche se de facto fu quest'ultimo il principale artefice degli interventi urbanistici che portarono alla creazione di via della Conciliazione.
Nel 1939 fu nominato componente del Consiglio nazionale dell'educazione, delle scienze e delle arti e nel corso degli anni successivi fu impegnato in diverse commissioni chiamate a valutare le opere più importanti intraprese nella capitale, tra cui anche le commissioni edilizie di Roma e dell'Agro Romano. Nel 1943 fu inoltre nominato membro dell'Accademia di San Luca. Insieme a Giuseppe Perugini e a Cesare Valle curò negli anni 1950 la realizzazione del quartiere INA-Casa di Acilia-Casal Bernocchi e nello stesso quadrante progettò nel 1962 la chiesa di San Pier Damiani, realizzata nel 1970.
Nel 1959, insieme a Pasquale Carbonara e Fabrizio Bruno, prese parte al concorso per la realizzazione della nuova sede della Biblioteca Nazionale Centrale nel rione Castro Pretorio ma la proposta si classificò al secondo posto dietro al progetto di Massimo Castellazzi, Tullio Dell'Anese e Annibale Vitellozzi. La collaborazione professionale con Bruno proseguì fino alla fine dell'attività professionale di Spaccarelli; i due insieme progettarono la sede del Pontificio seminario lombardo in piazza di Santa Maria Maggiore e il restauro del monastero di Sant'Egidio a Trastevere (divenuto poi sede del Museo di Roma in Trastevere). Inoltre nel 1965 durante la ristrutturazione dell'ex studio del pittore Mariano Fortuny y Madrazo in via Flaminia, Spaccarelli e Bruno si occuparono del ricollocamento di un antico abbeveratoio risalente al pontificato di Pio IV sulla base di un'incisione di Giuseppe Vasi.
Morì a Roma il 12 giugno 1976.